# Komunistična partija Jugoslavije
Komunistična partija Jugoslavije je bivša radikalna politična stranka, ki je bila v Kraljevini SHS ustanovljena leta 1919.

## Zgodovina

### 1919 - 1920
Pod imenom Socialistična delavska partija (komunistov) je nastala v Beogradu 20.-23.aprila 1919. Na ustanovnem kongresu so sodelovali komunistično usmerjeni delegati Socialdemokratske stranke Hrvaške, Socialdemokratske stranke Slavonije, Socialdemokratske stranke Dalmacije, Socialdemokratske stranke Bosne in Hercegovine in Socialdemokratske stranke Vojvodine. Delegati iz Slovenije se kongresa niso udeležili. Eden redkih slovenskih komunistov Lovro Klemenčič je deloval še v Srbiji. V program so zapisali, da si bodo prizadevali za izvedbo boljševistične revolucije in uvedbo diktature komunistov kot predstavnikov delavstva v Kraljevini Srbov, Hrvatov in Slovencev (SHS). Za prva generalna sekretarja KPJ sta bila izvoljena Sima Marković in Filip Filipović. 
Komunistična partija Jugoslavije (KPJ)

Leta 1920 se je stranka preimenovala v Komunistično partijo Jugoslavije. V vodstvu stranke je prišlo do prvega razkola. Živko Topalović in Dragiša Lapčević sta s privrženci zagovarjala boj KPJ za oblast prek volitev. Sima Marković, Filip Filipović, Pavel Pavlović in Jakov Laštrić so vodili skupino, ki je zahtevala oborožen boj za oblast. Ob podpori Moskve je zmagala leninistična struja. Ta je po zmagi izključila iz KPJ 114 komunistov (tako imenovanih centralistov), skupaj z Živkom Topalovićem in Dragišo Lapčevićem. Zaradi atentatov komunistov na visoke predstavnike jugoslovanske vlade in pozivov članov KPJ k oboroženem prevratu v državi ter rušenju demokratično izvoljene vlade je jugoslovanski parlament, avgusta 1921 sprejel Zakon o zaščiti države, s katerim je bilo prepovedano delovanje KPJ. Določbe zakona so bile objavljene v Obznani. Do leta 1941 je zato KPJ delovala v ilegali. 
Povod za sprejetje zakona sta bila atentata članov KPJ na regenta Aleksandra in ministra za notranje zadeve. Sledile so aretacije, številni funkcionarji KPJ so bili obsojeni na večletno zaporno kazen. Zaradi preganjanja KPJ je vodstvo stranke leta 1921 z Simo Markovićem emigriralo na Dunaj.
Istega leta je znova prišlo do razkola v KPJ, vnovič zaradi vprašanja o pravilni usmeritvi stranke, glede atentatov in oboroženega boja. Zaradi kritike vodstva je stranka izključila iz svojih vrst dva vodilna funkcionarja (Slavko Kaurič in Lovro Klemenčič). KPJ sta vodila Marković in Filipović, v centralni komite so vključili še komuniste, kot so bili Moša Pijade, Kosta Novaković in Triša Kaclerović. Zaradi nasprotovanja oboroženemu prevratu, atentatom in podpore terorju v Sovjetski zvezi so številni komunisti zapustili KPJ in se pridružili socialdemokratom ali socialistom, ki so se zavzemali za načela demokratičnega boja delavcev.

### 1922 - 1928
Leta 1922 je bil na Dunaju kongres KPJ. Kominterna pod Leninovim vodstvom je vodstvo stranke obtožilo za neuspeh pri izvedbi oboroženega prevzema oblasti v Jugoslaviji, zato je odstavila Markovića in Filipovića. Lenin je za novega sekretarja KPJ določil Mihaila Todorovića. Leta 1923 je Kominterna za novega sekretarja KPJ določila Trišo Kaclerovića, dve leti kasneje leta 1925 pa so mesto generalnega sekretarja KPJ znova zaupali Simi Markoviću. Med vodilnimi Slovenci v KPJ sta bila v tem obdobju tudi brata Jakob in Marcel Žorga.
Okoli 900 jugoslovanskih komunistov, vključno z vodstvom KPJ, se je leta 1926 preselilo v Stalinovo Sovjetsko zvezo. Med vodilnimi slovenskimi komunisti v Moskvi je bil takrat Dragotin Gustinčič. Leta 1928 je znova prišlo do razkola v KPJ. Mladi komunistični funkcionarji, kot so Djuro Djaković, Blagoje Parović, Josip Broz in Edvard Kardelj, ki so ostali v Jugoslaviji, so očitali vodstvu KPJ, da odstopa od načel Leninove in Stalinove politike. Djuro Djaković in Josip Broz sta maja 1928 poslala Kominterni in Stalinu znano pismo s sklepi 8. mestne konference komunistov v Zagrebu. V pismu sta obtožila vrh KPJ v Moskvi, da odstopa od Leninove in Stalinove politike, da je nesposoben, odgovoren za neenotnost KPJ in ju prosila za posredovanje. Na presenečenje Centralnega komiteja KPJ v Moskvi je Stalin ugodil Djakoviću in Brozu ter razrešil Simo Markovića. Za generalnega sekretarja je bil na IV. kongresu Komunistične partije Jugoslavije v Dresdenu izvoljen Jovan Mališić, ki je v jugoslaviji deloval pod ilegalnim imenom Milan Martinović, šef CK KPJ je bil od novembra 1928 do avgusta 1930, v obdobju oboroženega odpora komunistov šestojanuarski diktaturi kraljevine Jugoslavije, za njegovega pomočnika in organizacijskega sekretarja pa je bil imenovan Djuro Djaković.

### 1929 - 1938
Leta 1929 se je kraljevina SHS preimenovala v Jugoslavijo, zaradi spopadov med Hrvati in Srbi, pa je jugoslovanski kralj začasno razpustil parlament in uvedel diktaturo. Nezadovoljstvo državljanov je poizkušala izkoristiti KPJ. Vodstvo stranke je po nalogu Stalina, s skupino komunistov takoj odpotovalo v Jugoslavijo, s ciljem izvesti oborožen državni udar, s katerim bi komunisti prevzeli oblast in izvedli revolucijo. Jugoslovanska policija je v oboroženih spopadih s komunisti ubila nekatere visoke komunistične funkcionarje, 82 pa jih aretirala. Leta 1931 je kralj Aleksander ukinil diktaturo in znova uvedel parlamentarno demokracijo. KPJ je ostala prepovedana stranka. S posebnim odlokom Stalina in Kominterne je bil za novega generalnega sekretarja KPJ na mesto ubitega Djakovića imenovan Antun Mavrak. Zaradi medsebojnih obtožb jugoslovanskih komunistov je Stalin leta 1932 odstavil Mavraka in za novega generalnega sekretarja KPJ imenoval Milana Gorkića, ki je deloval pod ilegalnim imenom Josip Čižinski.
Lovro Kuhar (Prežihov Voranc) je bil sekretar jugoslovanske podružnice Rdeče pomoči, po 1935 pa je po navodilih CK KPJ deloval v Parizu, 1936 pa so a v Avstriji aretirani in zaprli. Kratek čas je bil tudi član politbiroja CK KPJ.
Leta 1934 so se znotraj KPJ dogovorili o ustanovitvi Komunistične partije Slovenije in Komunistične partije Hrvaške. Na skrivnem kongresu KPJ leta 1935 v Splitu so komunisti za glavnega sovražnika opredelili fašistično Italijo, nacistično Nemčijo ter zahodne demokratične države Združeno kraljestvo, Francijo in Združene države Amerike. Zavezali so se prijateljstvu s Sovjetsko zvezo in njenemu voditelju Stalinu. Vendar pa je na kongresu v Splitu znova prišlo do razkola v stranki, do spora med dvema skupinama, ki sta želeli prevzeti vodstvo KPJ. V skupini, ki jo je vodil Gorkič so bili Sima Marković, Filip Filipović, Štefan Cvijić, Kamilo Horvatin, Kosta Novaković, Stjepan Grzetić in ostali. V drugi, manjši skupini, ki jo je vodil Josip Broz so bili Moša Pijade, Petko Miletić, Edvard Kardelj, Aleksandar Ranković, Ivan Milutinović, Rodoljub Čolaković, pa tudi Prežihov Voranc in drugi. Zaradi obtožb je Kominterna julija 1937 generalnega sekretarja KPJ Gorkiča poklicala na zagovor v Moksvo. NKVD ga je obtožila vohunstva in ga usmrtila. Stalin je dal likvidirati številne vodilne jugoslovanske komuniste, zlasti iz Gorkićeve skupine. Od 900 jugoslovanskih komunistov je preživelo le 12. Ubita sta bila tudi Filip Filipović in Sima Marković. Med redkimi preživelimi je bil tudi slovenski komunist, član(?) Kominterne Dragotin Gustinčič. Kominterna je leta 1938 za novega generalnega sekretarja imenovala Josipa Broza - Tita.

### Vzpon Tita na vrh KPJ
Josip Broz - Tito se je iz Sovjetske zveze vrnil v Jugoslavijo in sestavil novo začasno vodstvo, ki je na 5. državni konferenci KPJ 1940 v Zagrebu konstituiralo Centralni komite (22 članov in 16 kandidatov), v katerem je bilo pet Slovencev (vsi so ta status obdržali tudi po vojni: Edvard Kardelj, Franc Leskošek, Boris Kidrič, Miha Marinko in Vida Tomšič) ter njegov politbiro. V njem so bili poleg Tita še Edvard Kardelj, Milovan Djilas, Aleksandar Ranković, Ivan Milutinović, Rade Končar in Franc Leskošek. Takrat je bila KPJ še vedno v ilegali in med najmanjšimi političnimi strankami v Jugoslaviji, saj je štela le 7000 članov.
Nov zagon je KPJ dobila po napadu na Kraljevino Jugoslavijo s strani sil osi 6. aprila 1941,  ki so jo razkosale in okupirale, ter med drugo svetovno vojno. Maja in junija 1941 KP Slovenije v svojem ilegalnem glasilu Slovenski poročevalec okupacijo označi kot katastrofo za jugoslovanske narode in kritizira Hitlerjev režim ter njegove podpornike v Sloveniji. 4. julija 1941 je Centralni komite KPJ oz. njegov politbiro v Beogradu tudi formalno sprejel odločitev o začetku oborožega odpora proti okupatorju in predstavnikom domače oblasti in začetku revolucije. Na seji sta od slovenskih predstavnikov sodelovala Edvard Kardelj in Franc Leskošek. Edvard Kardelj se je med NOB uveljavil kot ključna slovenska osebnost v KPJ in jugoslovanski politiki (in obenem kot ena najpomembnejših jugoslovanskih), ki jo je imel vse do svoje smrti.

## Zveza komunistov Jugoslavije
Naslednica Komunistične partije Jugoslavije je bila Zveza komunistov Jugoslavije. Preimenovanje je bilo opravljeno na kongresu stranke novembra 1952.